# 1966年反伊博人大屠杀
1966年反伊博人大屠杀是指从1966年5月开始，許多住在尼日利亚北部的伊博族和其他南尼日利亚人遭到當地人屠杀。1966年9月29日之后，屠殺达到高潮。据估计，當年共有8,000至30,000名伊博族和其他族群人士被杀害。另外有100万伊博人從尼日利亚北部逃到尼日利亞东部。為了報復，一些住在哈科特港和其他尼日利亞东部城市的北尼日利亞人遭到屠杀。 一系列的屠殺导致尼日利亚东部地区宣布獨立並成立比亚法拉共和国，最终引发尼日利亚内战。